# گراهام آلنر
گراهام آلنر (انگلیسی: Graham Allner؛ زادهٔ ۷ سپتامبر ۱۹۴۹) بازیکن فوتبال اهل بریتانیا است.
از باشگاه‌هایی که در آن بازی کرده‌است می‌توان به باشگاه فوتبال چلتنهام تاون و باشگاه فوتبال ووستر سیتی اشاره کرد.